# 大樹生命保険
大樹生命保険株式会社（たいじゅせいめいほけん）は、日本生命保険グループに属する日本の生命保険会社である。
2019年4月1日までの商号は「三井生命保険株式会社」。

## 歴史
1914年4月16日に東京・銀座街の商店主たちを発起人として、東京市京橋区日吉町12番地（現・東京都中央区銀座8丁目）に高砂生命保険株式会社を創業。1926年11月、同社の大株主となった三井合名会社は、團琢磨ほか6名の新役員を選んで経営権を掌握。翌1927年2月、商号を三井生命保険株式会社と改めることを決議。同年3月、その登記を完了した。
戦後、相互会社となり、1947年7月25日、三井生命保険相互会社として営業を開始する。財閥解体の影響で、同年10月から1952年6月までは中央生命保険相互会社の商号で営業していたが、その後、三井生命保険相互会社に復帰。2004年4月、相互会社から株式会社に組織変更し、三井生命保険株式会社となる。
財閥系であったものの朝日生命保険や富国生命保険と並ぶ業界中位の規模であり、平成不況期から保険料収入の減少と運用損失計上により業績は低迷を続けるようになり、2004年には財閥系生保では初となる相互会社から株式会社への転換を行った。当初は生き残りかけて財閥の枠を超えた三井住友銀行や明治安田生命保険の発足を起因とした、同じ融資系列にある住友生命保険との連携あるいは、T&Dホールディングスや第一生命のように株式上場を睨んだものとされていたが特に進展は無かった。しかしながら2008年の世界金融危機発生による運用損失の拡大により財務基盤が脆弱化したため、三井住友銀行・住友生命保険・三井住友海上火災保険・三井住友信託銀行ら三井グループ・住友グループ企業を引受先とする600億円の第三者割当増資を実施し、三井住友銀行が筆頭株主となった。なお、株式会社転換時の契約者には一定条件のもとで株式が割当てられている。
一方、投資運用を主業務とする子会社の三井生命グローバルアセットマネジメントは2002年に住友生命、三井住友海上、三井住友銀行の各子会社と統合して三井住友アセットマネジメントになった。住友生命とは2009年に医療保険を主に扱うメディケア生命保険を共同出資で設立した。
2010年に本社を三井生命大手町ビルから大手町野村ビルと三井生命御茶ノ水ビルに、2013年にはダイバーシティ東京オフィスタワーに移転（ただし、本店は大手町野村ビルに留まる）。
2015年8月、日本生命保険が買収に乗り出して交渉中であることが報道された。同年9月11日に両社の経営統合が基本合意され、日本生命保険は同年11月9日から12月21日まで株式公開買付けを行い、同年12月29日付で普通株式の92.16%と優先株式の全てを取得し、親会社となった。その後優先株式の普通株式への転換により日本生命保険の議決権割合は96.34%に達し、株式売渡請求が行われ、2016年3月11日付で日本生命保険の完全子会社となった。この後に三井住友銀行に11%、三井住友信託銀行に2%、三井住友海上火災保険・三井物産・三井不動産に各1%、他三井グループ会社1%の計17%の株式譲渡が行われ、最終的な持株比率は日本生命保険83%、三井グループ17%となる予定であるとした。
2016年4月1日、三井グループの社長会である二木会を退会。三井系の77社が所属する月曜会には残り、引き続き三井グループには留まるものの、社名を使い続けることが難しくなったため、2019年4月、商号を同社が扱っている保険ブランド「大樹」（たいじゅ）から大樹生命保険株式会社（たいじゅせいめいほけん）に変更。英文表記は「TAIJU LIFE INSURANCE COMPANY LIMITED」。社名変更により、終戦後の一時期を除き約90年間名乗ってきた「三井」の名称に幕を下ろした。
三井生命時代には、男女バスケットボール部も持っており、トップリーグで活躍していたが、1999年に男子、2002年に女子も休部となった。

## 沿革

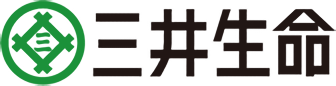
旧三井生命のロゴ（2004〜2019年）

- 1914年4月16日 - 高砂生命保険株式会社として創業。
- 1927年3月4日 - 三井生命保険株式会社に商号変更して発足。
- 1947年
  - 8月1日 - 相互会社形態の三井生命保険相互会社として営業開始。
  - 10月28日 - 三井生命保険相互会社から中央生命保険相互会社に名称変更。
- 1952年6月11日 - 中央生命保険相互会社から三井生命保険相互会社に名称変更。
- 1961年 - 本社を東京都千代田区大手町一丁目1番地2（1970年1月1日住居表示実施により住所表記を大手町一丁目2番3号に変更）に移転。
- 2004年4月 - 相互会社から株式会社に組織変更。
- 2010年1月 - 本店を東京都千代田区大手町二丁目1番1号に移転。
- 2013年11月 - 本社管理組織を東京都江東区青海一丁目1番20号に集約。
- 2015年9月 - 日本生命保険相互会社との経営統合に関する基本合意を発表。
- 2016年4月 - 日本生命保険相互会社との経営統合による新体制発足。
- 2019年4月1日 - 大樹生命保険株式会社に商号変更。

## 三井グループ関連の保険会社
- 直販系損保である「三井ダイレクト損害保険」は、当社も出資しているが三井物産が設立母体であり、現在はMS&ADインシュアランスグループホールディングス（旧・三井住友海上ホールディングス）の子会社である。
- 1996年の保険業法の規制緩和時に当社が設立した生保系損保子会社である「三井ライフ損害保険株式会社」は、2003年に保険契約を三井住友海上火災保険へ移転し、清算された。
- 逆に三井海上火災保険が設立した損保系生保子会社である「三井みらい生命保険株式会社」は、2001年に住友海上ゆうゆう生命保険と合併し三井住友海上きらめき生命保険に、また2011年にあいおい生命保険と合併し三井住友海上あいおい生命保険となった。

## 関連会社
- 三生保険サービス株式会社 - 保険契約確認業務
- 株式会社三生オンユー・インシュアランス・マネジメント - 保険代理業務
- 三生キャピタル株式会社 - ベンチャーキャピタル業務
- 三友サービス株式会社 - 物品販売業務
- 株式会社ポルテ金沢 - ビル管理業務
- 大樹生命アイテクノロジー株式会社 - システム開発・運行等のシステム関連業務
- 三生収納サービス株式会社 - 収納代行業務
- 日本企業年金サービス株式会社 - 企業年金の契約管理・システム開発にかかる業務

## 番組スポンサー
現在
- 『ドラえもん（第2作第2期）』（テレビ朝日系列） - 当番組の特番（映画のテレビ放送や1時間スペシャルなど）にてスポンサー。
- 『ラストアイドル』（テレビ朝日）

過去
- 『買ッテ来ルゾト勇マシク』（読売テレビ制作・日本テレビ系列）- 同社とTDKがスポンサー。
- 『ドラえもん（第2作第1期）』（テレビ朝日系列） - 1980年代から90年代にかけて番組スポンサーだった。また、一部の系列外の遅れネット局（石川テレビ）にもスポンサードネットを実施していた。
- 『まんが世界昔ばなし』（TBS）
- 『FNN NEWSCOM』（フジテレビ系列）
- 『恋のバカヤロー!』（TBS系列）
- 『独占SPORTS情報』（日本テレビ系列）
- 『知っとこ!』（毎日放送制作・TBS系列）-　2014年4月5日から末期にかけて番組スポンサー。
- 『報道特集』（TBS系列） - 2014年10月4日より番組スポンサー。2016年9月24日放送をもって降板。同年10月1日放送より親会社の日本生命が後任スポンサーを務めたが、2017年3月末をもって降板。

## CM出演者
現在
- 戸田恵梨香[9]
- 竹内涼真[9]

過去
- 浅野温子
- 坂口憲二
- 福原愛
- 水野美紀

ほか